# スマートプラス
株式会社スマートプラス（かぶしきがいしゃすまーとぷらす、英: Smartplus Ltd.）は、金融サービスを提供する日本のフィンテック企業。

## 概要
Finatextのグループ会社。大和総研ビジネス・イノベーション（現在の大和総研）から証券基幹システムFinancial Plateシリーズの提供を受け2017年に設立された。
証券サービスの基幹システムを提供する“BaaS(Brokerage as a Service)”事業を展開している。

## 沿革
- 2017年3月 - 設立[4]。
- 2017年6月 - 第三者割当増資による6億5,000万円の資金調達を実施[1]。
- 2017年12月 - 第一種金融商品取引業登録[5]。
- 2018年7月 - コミュニティ型株取引アプリ「STREAM」の現物取引サービスが提供開始[6]。
- 2019年11月 - クレディセゾンと金融商品仲介契約を締結し、「セゾンポケット」を提供開始[7][8]。
- 2020年11月 - ANAグループと連携し、スマートフォン投資サービス「Wealth Wing」を提供開始[9][10]。
- 2021年11月 - Japan Asset Managementと金融商品仲介契約を締結し、「JAM Wrap」を提供開始[11][12]。
- 2021年12月 - 第二種金融商品取引業変更登録[13]。
- 2022年3月 - ニッセイアセットマネジメントと提携し、投資一任運用サービス「Goal Navi」を提供開始[14][15]。
- 2022年9月 - 楽天証券と共同で開発した「米国ETFラップ」を提供開始[16][17]。
- 2022年11月 - セブン銀行と金融商品仲介契約を締結し、「お買い物投資コレカブ」を提供開始[18]。
- 2023年1月 - ファイナンシャルスタンダードと金融商品仲介契約を締結し、投資一任サービス「Smart Manager」を提供開始[19]。
- 2024年10月 - STREAMのサービスを終了（予定）[20]。

## サービス

### STREAM
現物取引や信用取引が行える株取引アプリ。2018年に開始され、2024年10月31日をもってサービスを終了する予定となっている。
PayPay証券やLINE証券が1,000円からの少額投資が可能であるのに対し、本サービスは少額取引ができず、また取扱銘柄が少ないことや、高性能取引ツールがないなどのデメリットもある。

### Wealth Wing
Wealth Wing（ウェルスウイング）は、銘柄の購入を自動的に行う投資サービス。
最低投資金額は15万円であり他サービスと比較しても高額であり、さらに海外資産への投資には対応していない。また運用手数料は「情報利用料330円＋運用手数料0.99%」となっており、運用額が低額であるほど手数料が割高となる。

### セゾンポケット
セゾンポケットは、クレディセゾンと連携して運営する、クレジットカードで投資信託や株式投資の積立投資ができるサービス。

### Goal Navi
Goal Navi（ゴールナビ）は、スマートプラスがニッセイアセットマネジメントと共同開発したファンドラップ。

### お買い物投資コレカブ
お買い物投資コレカブは、スマートプラスがセブン銀行と共同開発して提供する投資サービス。